# Zachos Milios

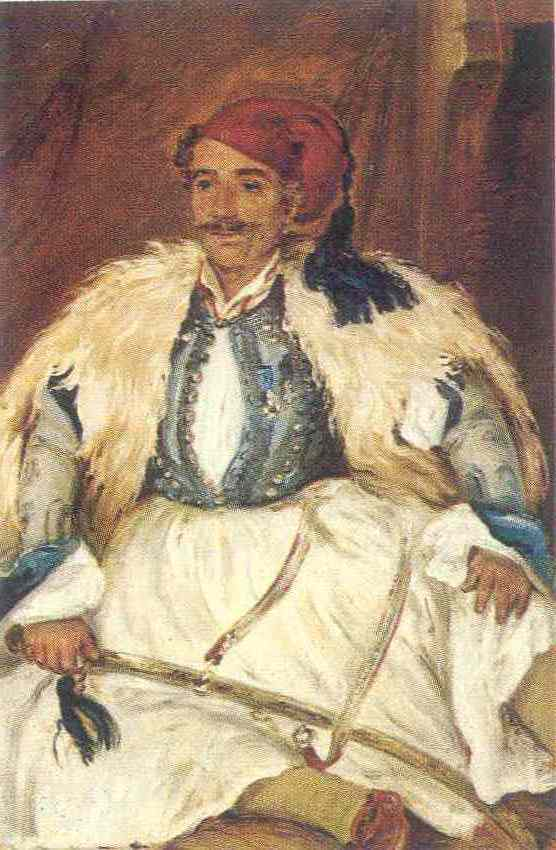
Zachos Milios

Zachos Milios, grec. Ζάχος Μήλιος (ur. w 1805 roku w Himarze, zm. w 1860 roku w Atenach) – grecki rewolucjonista, uczestnik wojny o niepodległość Grecji, oficer armii.
Milios urodził się na terenie o silnej więzi z kulturą grecką. Po wybuchu rewolucji przystąpił do armii. Po wojnie został mianowany pułkownikiem. Był zwolennikiem Megali Idea, czyli roszczeń Greków o ziemie im należne.